# 1635
1635 (MDCXXXV) je bilo navadno leto, ki se je po gregorijanskem koledarju začelo na ponedeljek, po 10 dni počasnejšem julijanskem koledarju pa na četrtek.

## Dogodki
- 1. januar

## Rojstva
- 18. julij - Robert Hooke, angleški fizik, zdravnik († 1703)

Neznan datum
- Kara Mustafa Paša, veliki vezir Osmanskega cesarstva († 1683)

## Smrti
- 27. avgust - Félix Lope de Vega Carpio, španski dramatik (* 1562)